# 子宮動脈塞栓術
子宮動脈塞栓術(UAE,Uterine Artery Embolization)とは子宮筋腫によって生じる各種の症状の改善を目的とした治療法。X線透視下にカテーテルを子宮動脈に挿入し、塞栓物質を注入する。1970年代後半より分娩後の大量子宮出血に対して行われていたが、1990年代に入り、フランスのRavina医師らが子宮筋腫治療に応用。1995年頃より世界各国にて行われており、その数10万例と報告されている。日本では1997年頃より行われるようになり2005年現在までに約3400症例が報告されている。カテーテルによる治療のため腹部に傷跡が残らず、術後の回復も早いため欧米では急速に普及している。2005年に米国のライス国務長官がこの治療を受けている。日本では2014年2月から使用される塞栓物質であるEmbosphereが保険収載されたことにより事実上保険適応となった。